# 詹姆斯·特纳·莫尔黑德 (肯塔基州政治人物)
詹姆斯·特纳·莫尔黑德（英語：James Turner Morehead，1797年5月24日—1854年12月28日），是一名美国政治人物。曾担任美国参议员、第12任肯塔基州州长，他是第一位土生土长的肯塔基州人 。作为亨利·克莱的国家共和党成员，莫雷黑德进入政坛的时间恰逢共和党挑战美国民主党在该州的统治时期。
1831年，莫雷黑德在马里兰州巴尔的摩举行的党内提名大会上成为肯塔基州副州长的竞选人选，并与民主党州长约翰·布里赛特分别当选。1834年布里赛特去世后，他成功继任州长。由于上任后的任期很短，莫雷黑德未能制定重要的立法议程，在任期内只停留于内部改善的政治性安全问题上。1834年夏天，当他的政党更名为辉格党，并从民主党手中夺取了肯塔基州议会的控制权时，莫尔黑德在法兰克福主持了新党的第一次提名大会。
在结束州长任期后，莫尔黑德重返州议会。作为废奴主义的反对者，他陪同约翰·斯皮德·史密斯前往俄亥俄州，以确保归还肯塔基人拥有的奴隶。后来他被任命为美国联邦参议员，是亨利·克莱的密友。1847年，他退休返回卡温顿，从事法律工作，直至1854年去世。为纪念他，肯塔基州的莫尔黑德以他命名。

## 早期生涯
1797年5月24日，詹姆斯·特纳·莫尔黑德出生在肯塔基州布利特县的谢泼斯维尔附近。他的父母阿米斯特德·莫尔黑德和露西·莫尔黑德在他很小的时候就搬到了肯塔基州的拉塞尔维尔，他在该市的公立学校接受教育。1813年，他考入肯塔基州莱克星顿的特兰西瓦尼亚大学学习。1815年，他返回到拉塞尔维尔，并跟随巡回法庭法官H·P·布罗德纳克斯和约翰·J·克里滕登学习法律。他于1818年获得律师执照，并在肯塔基州鲍灵格林市开始执业。
1823年5月1日，莫尔黑德与苏珊·A·罗伯茨（Susan A. Roberts）结婚，夫妇共有两个孩子 。1828年至1831年，他代表沃伦县，担任肯塔基州众议院议员。期间他担任内部改善委员会委员，并于1831年上报了一项法案，要求州政府认购梅斯维尔-莱克星顿高速公路公司。

## 肯塔基州州长
1831年，莫尔黑德作为党代表，出席了在马里兰州巴尔的摩举行的国家共和党大会，大会上提名亨利·克莱担任总统选举候选人。大会上他被提名为肯塔基州副州长的竞选人。虽然他的国家共和党竞选搭档理查德·A·巴克纳被民主党人约翰·布里赛特击败；但在副州长的选举中，莫尔黑德仍成功当选为第9任副州长。
1834年2月21日，州长布里赛特因肺结核病重、在官邸去世。次日，莫尔黑德宣誓接替州长职位。民主党的州长突然被来自敌对的国家共和党的人选取代，这引起了州内民主党人的极大不安。但随着民主党人詹姆斯·格斯里升任肯塔基州参议院议长，以及莫雷黑德愿意挽留前州长布里赛特的州务卿刘易斯·桑德斯，这些措施极大地缓解了民主党人的担忧。
同年晚些，国家共和党重新命名为辉格党 ，这个名字最早出现在1834年4月25日的《莱克星顿情报员》（Lexington Intelligencer）上。1834年7月4日，州长莫尔黑德在法兰克福举办了该党的第一次大会。肯塔基人纷纷加入涌向这个新党，在1834年8月的州立法选举中，该党在州议会两院获得多数席位。而随着多数党发动党团力量，在1835年以90-40的票，将詹姆斯·格斯里从参议院议长的位置上赶了下来，并推举约翰·J·克里滕登进入美国参议院。
在他的立法院首次讲话中，莫尔黑德提议制定一项扩大内部改善计划，其中包括改善沿州内河道。肯塔基州立法院的反应是成立一个内部改善委员会，并任命莫尔黑德担任该委员会主席。他因此授权对肯塔基州的河道进行调查，并制定相应改善计划，令人遗憾的是大多数计划因1837年大恐慌而受阻。然而一项改善方案得以最终实施：列克星敦-俄亥俄铁路最终于1835年完工。尽管教育并不是莫尔黑德州长任内的头等大事，肯塔基州的普通学校协会和肯塔基专业教师协会也在他的任期内成立。

## 晚年生涯

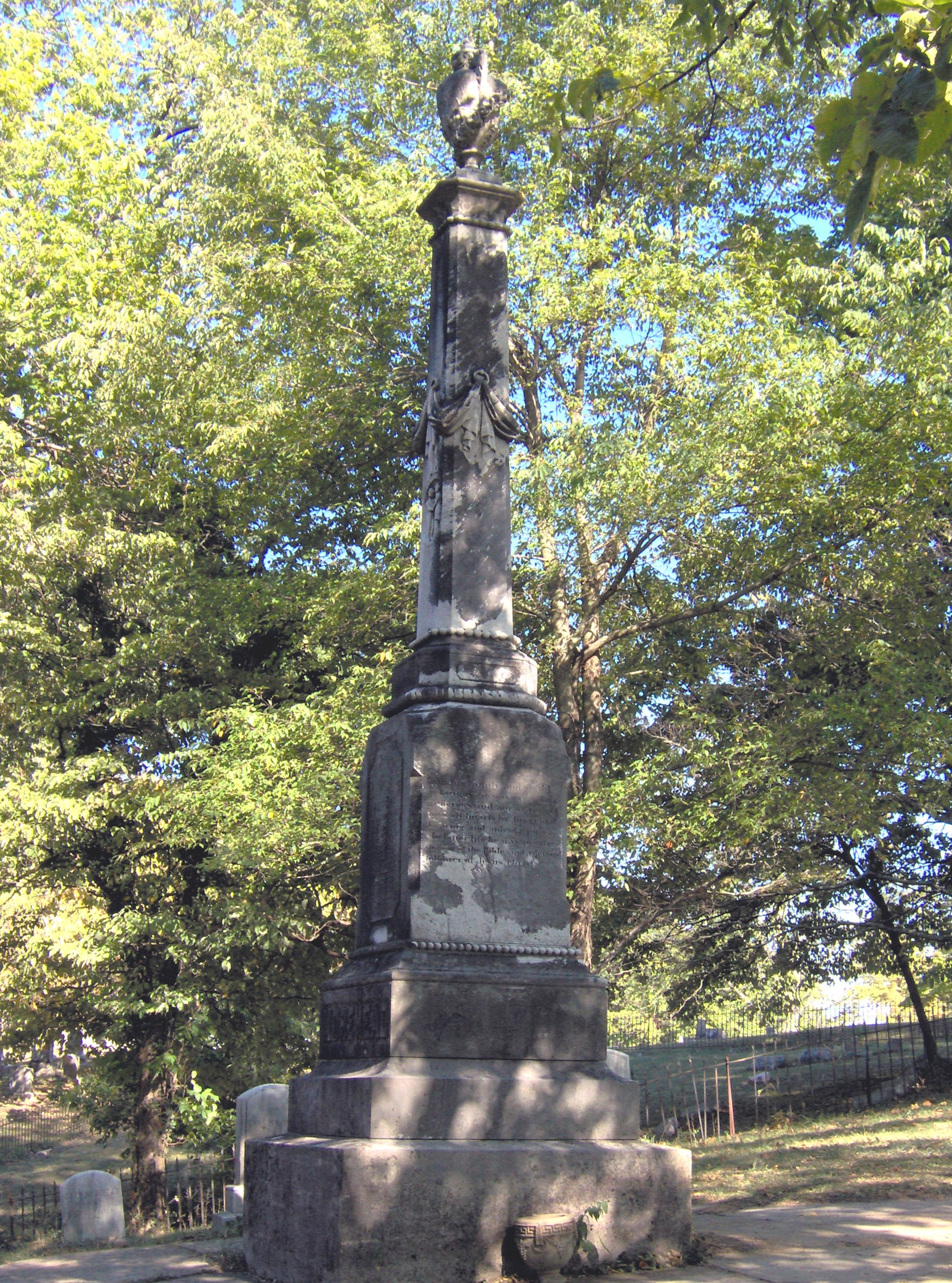
法兰克福公墓中的莫尔黑德纪念碑

在离任州长后，莫尔黑德在肯塔基州的法兰克福继续从事他的法律事务。1837年3月，他受州长詹姆斯·克拉克的委托，担任州政府代理人，出售债券以资助州政府内部改善。1837年至1838年，他代表富兰克林县，重返肯塔基州众议院，担任众议员。1838年至1841年，他担任肯塔基州内部改善委员会主席。1839年，他和约翰·斯皮德·史密斯被选为驻俄亥俄州的专员，以确保肯塔基州拥有的奴隶能作为财产归还其主人。最终，他们的努力取得了成功。
莫尔黑德博学多才，他出版了《纪念肯塔基州第一批定居者的讲话》（An Address in Commemoration of the First Settlement of Kentucky），其中记录了1840年肯塔基州布恩斯伯勒的早期定居者的原始资料。1846年，他又出版了《民事诉讼和法律诉讼实践》（Practice in Civil Actions and Proceedings at Law）一书。
1841年，莫尔黑德被选为美国参议员，任期自1841年3月4日至1847年3月3日。在国会山，他出任了美国参议院印第安人事务委员会和退伍委员会主席。在参议院任职期间，他为美国第二银行法案辩护，并反对吞并德克萨斯。不过，在美墨战争爆发后，他转为支持战争。国会期间，他也是同僚亨利·克莱的坚定支持者。
在离开国会后，他返回肯塔基州，并继续在卡温顿从事法务工作，直至去世。他被安葬于肯塔基州法兰克福公墓。为纪念他对该州的贡献，肯塔基州的莫尔黑德以他命名。

### 传记
- James Turner Morehead－美國國會國家人物傳記大辭典
- Harrison, Lowell H. . Kleber, John E.  (编). . Associate editors: Thomas D. Clark, Lowell H. Harrison, and James C. Klotter. Lexington, Kentucky: The University Press of Kentucky. 1992. ISBN 0-8131-1772-0.
- . Kentucky Explorer. November 1995, 10 (6)  [August 27, 2007].
- . National Governors Association.   [April 4, 2012]. （原始内容存档于2012-06-03）.
- H. Levin (编). . . Chicago, Illinois: Lewis Publishing Company. 1897  [August 27, 2007]. （原始内容存档于2005-05-23）.
- Mathias, Frank F. . Lowell Hayes Harrison  (编). . Lexington, Kentucky: The University Press of Kentucky. 2004. ISBN 0-8131-2326-7.
- Powell, Robert A. . Danville, Kentucky: Bluegrass Printing Company. 1976. OCLC 2690774.

## 延伸阅读
- Dictionary of American Biography
- Jillson, W.R., ed. "Early Political Papers of Governor James T. Morehead." Register of the Kentucky State Historical Society 22 (September 1924): 272–300, 23 (January 1925): 36–61.
- Allen, William B. . Bradley & Gilbert. 1872: 103  [November 10, 2008].